# Лючіо Топатіг
Лючіо Топатіг (італ. Lucio Topatigh, нар. 19 жовтня 1965, Галліо) — італійський хокеїст, що грав на позиції крайнього нападника. Є одним з найвідоміших гравців клуба «Азіаго». Грав за збірну команду Італії. Чотири рази брав участь у зимових Олімпійських іграх у 1992, 1994, 1998 та 2006 роках.

## Ігрова кар'єра
Професійну хокейну кар'єру розпочав 1984 року.
Протягом професійної клубної ігрової кар'єри, що тривала 25 років, захищав кольори команд «Азіаго», «Больцано» та «Девілз» (Мілан).
Виступав за збірну Італії.

## Досягнення
- Чемпіон Італії: 1988, 1990, 1994, 1996, 1997, 1998, 2001

- Переможець Кубка Італії: 2001, 2002

- Володар Суперкубка Італії: 2003